# Nuclear Football

A nuclear football (em português, bola de futebol nuclear) é uma maleta preta que sempre acompanha o Presidente dos Estados Unidos em eventos, viagens ou missões diplomáticas e que contém instruções, guias e todo o aparelhamento para autorizar o uso de armas nucleares de maneira imediata, onde quer que o presidente esteja. Há poucas informações e muitas especulações sobre esse equipamento, seu conteúdo e sua operação.
O jornal The Washington Post afirma que "o Presidente sempre é acompanhado por um militar que carrega a pasta. Dentro dela estão relatórios, um cartão codificado de uso exclusivo do Presidente e os códigos para o lançamento de armas nucleares."
Já um artigo do jornal USA Today garante que "existem três pastas e não uma, a primeira viaja com o Presidente, uma reserva está guardada na Casa Branca e a terceira está com o Vice-presidente."
A pasta vem do governo de Dwight D. Eisenhower (1953-1961), mas ela passou a ser usada em consequência da Crise dos mísseis de Cuba. Naquela ocasião, John F. Kennedy preocupou-se com uma possível ordem de ataque nuclear ser dada sem sua devida permissão. O resultado dessa preocupação foi uma revisão geral no comando responsável pelo arsenal nuclear dos Estados Unidos e na mudança de sua logística militar.